# Joseph Beuys

Signatuur

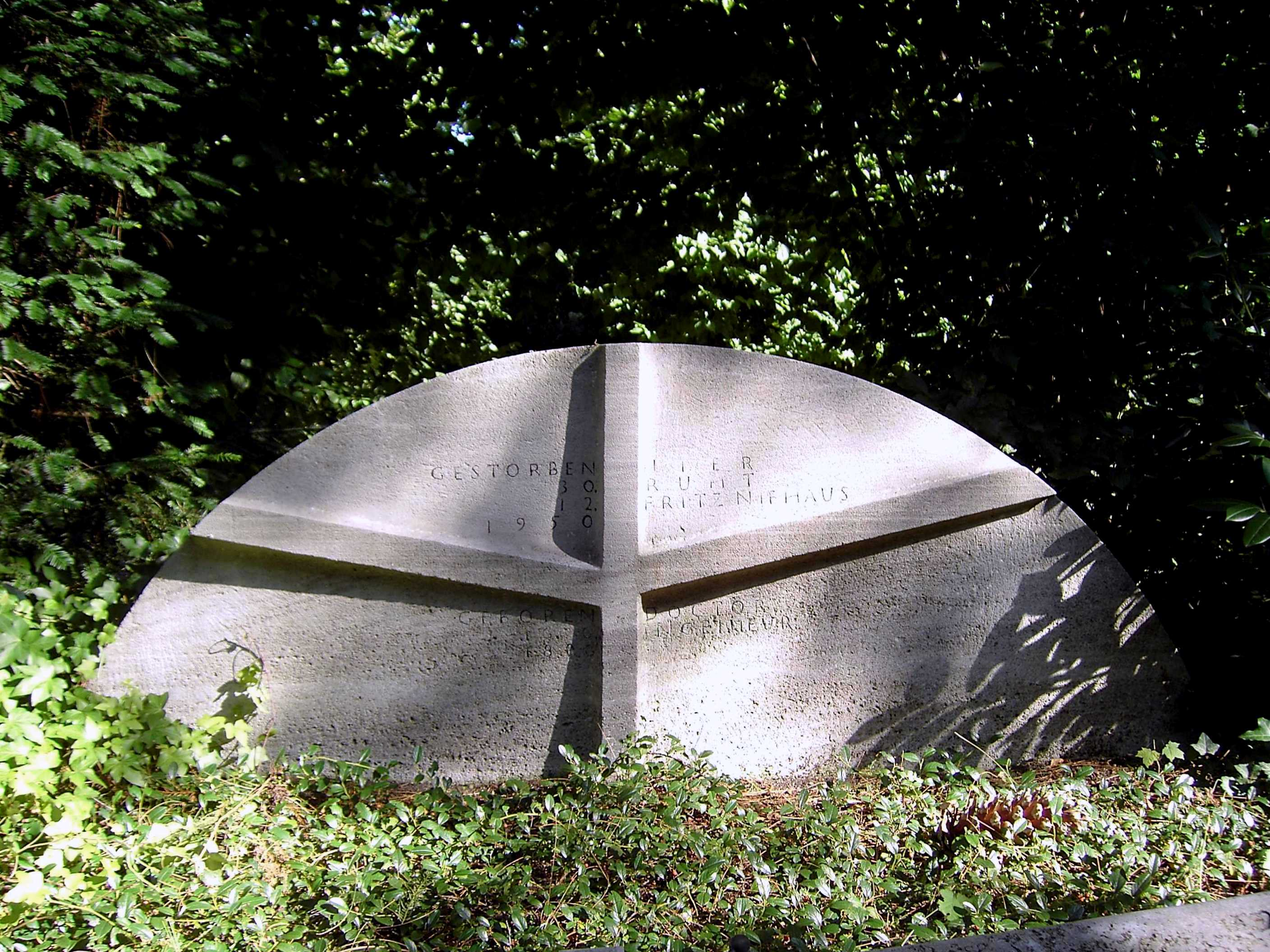
Grafmonument Fritz Niehaus (1951)

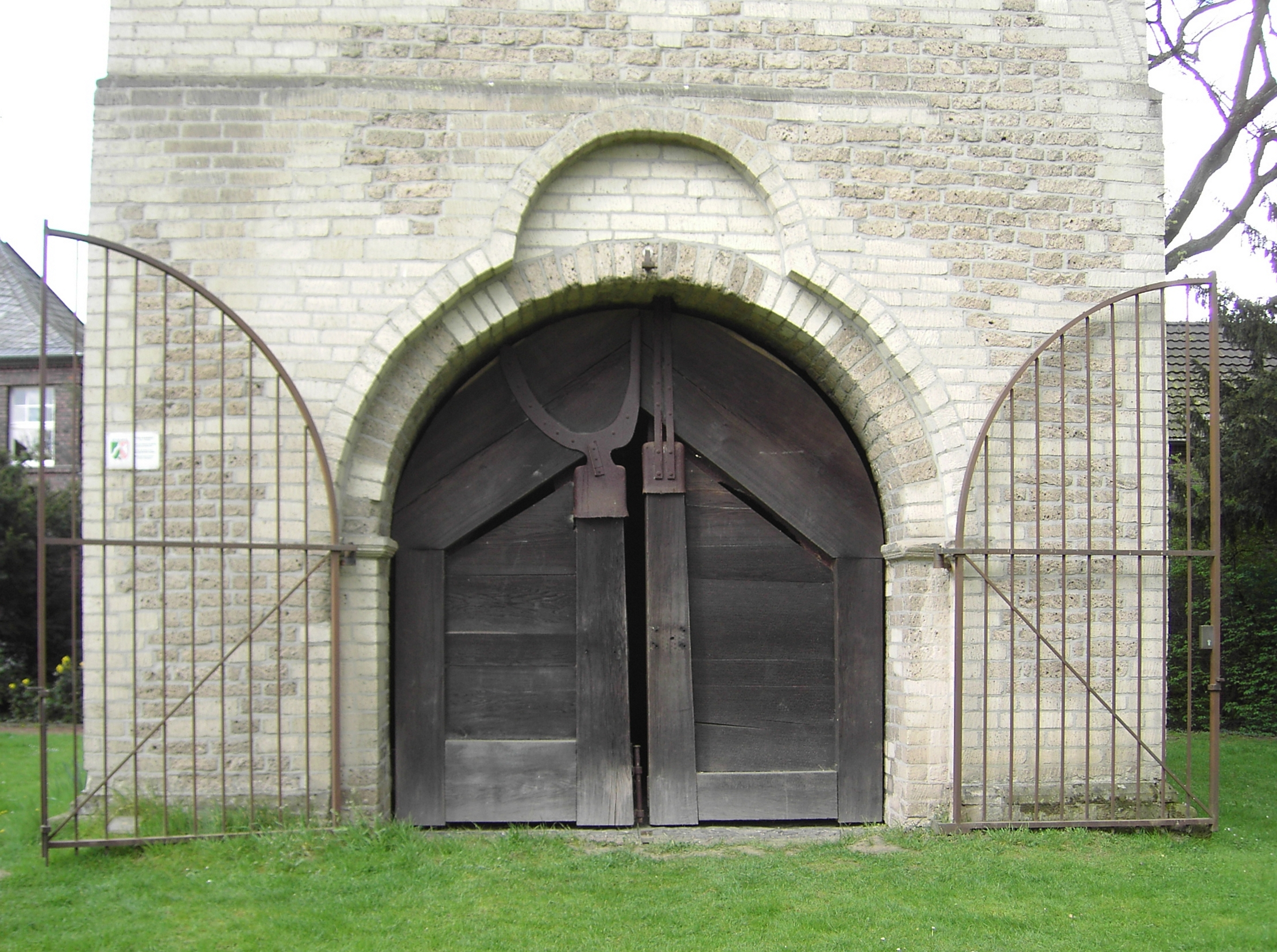
Deuren voor kapel in Büderich

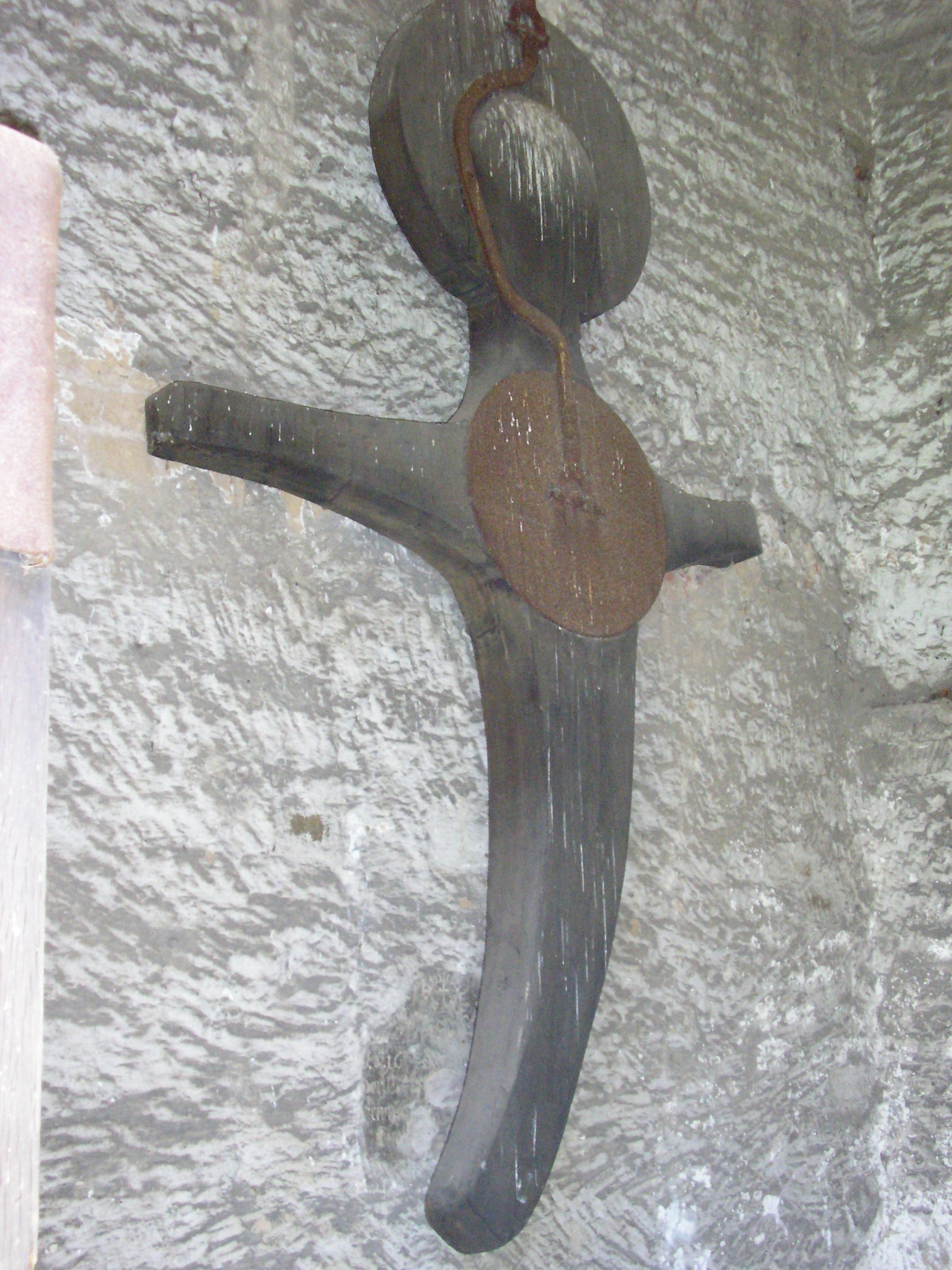
Hangend crucifix, Meerbusch

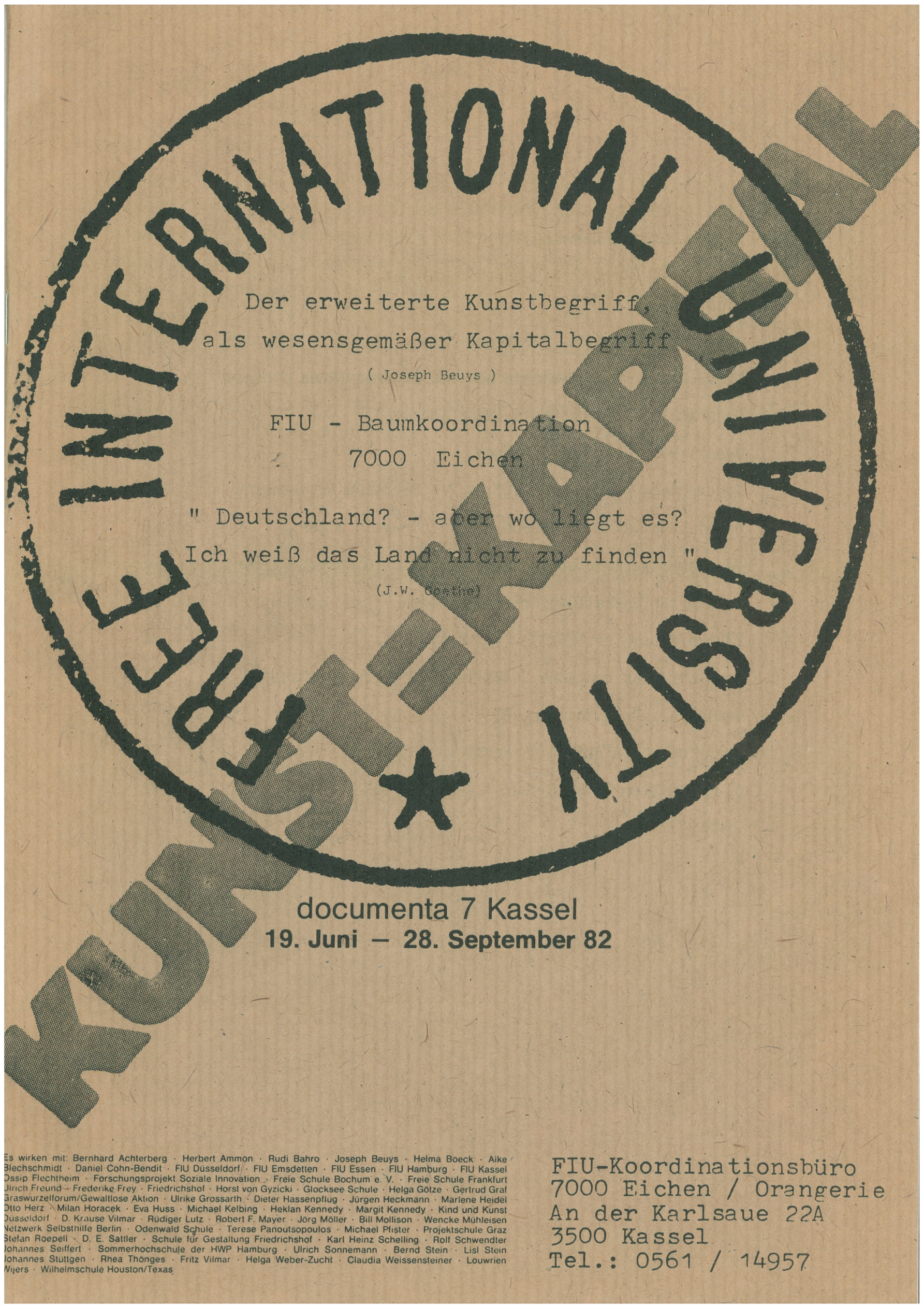
Documenta 7. Free International University

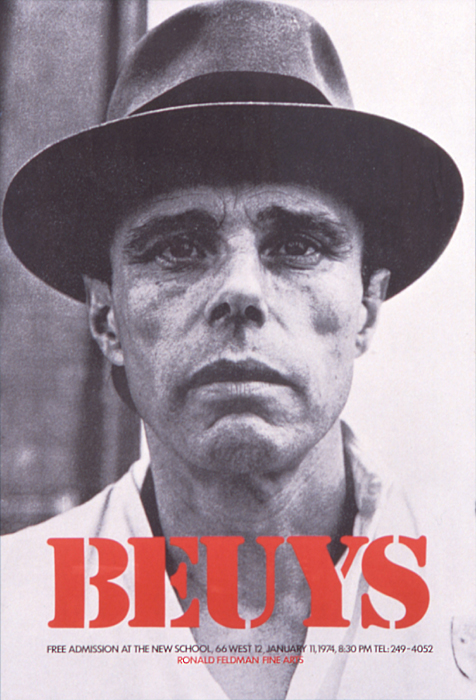
Affiche voor een debat tijdens zijn eerste bezoek aan de V.S. in 1974

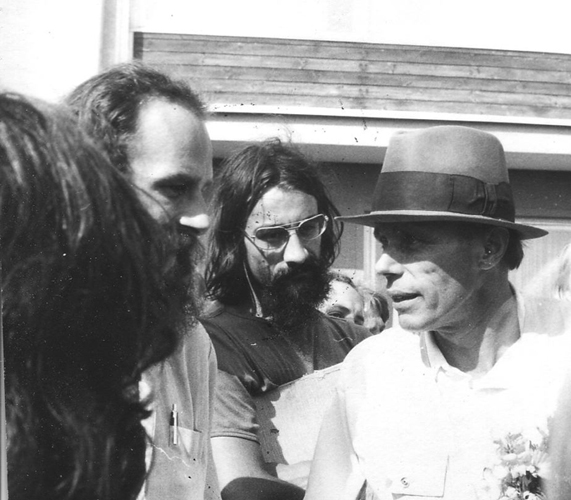
Beuys in Achberg, 1978

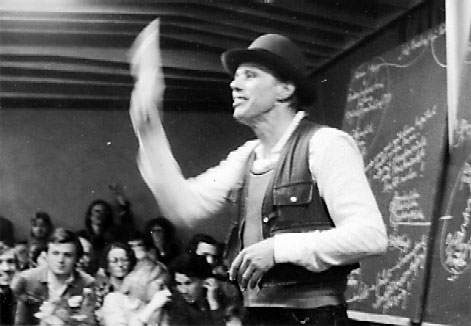
Beuys in Achberg, 1978

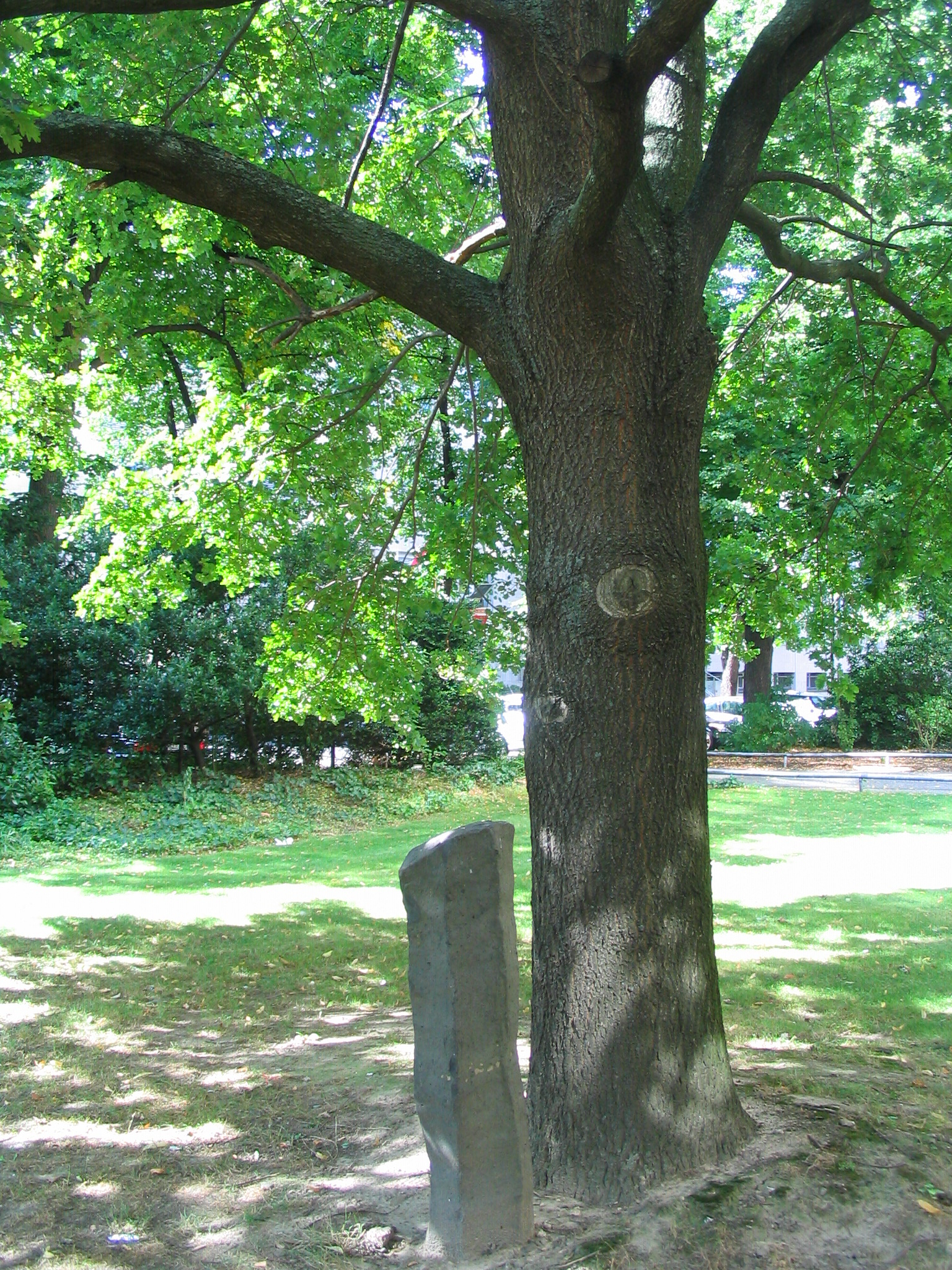
Stadtverwaldung, Düsseldorf

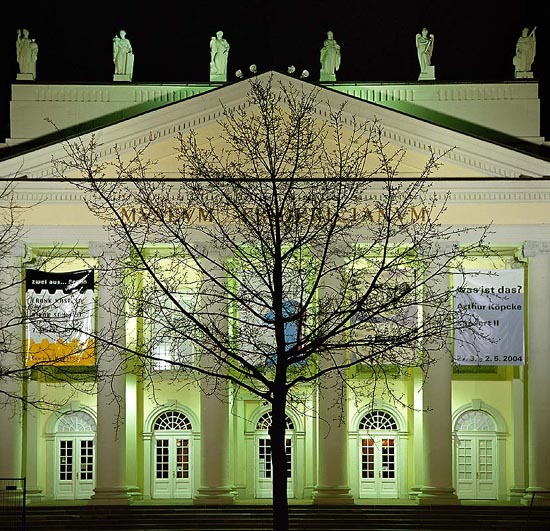
Documenta 7: Stadtverwaldung

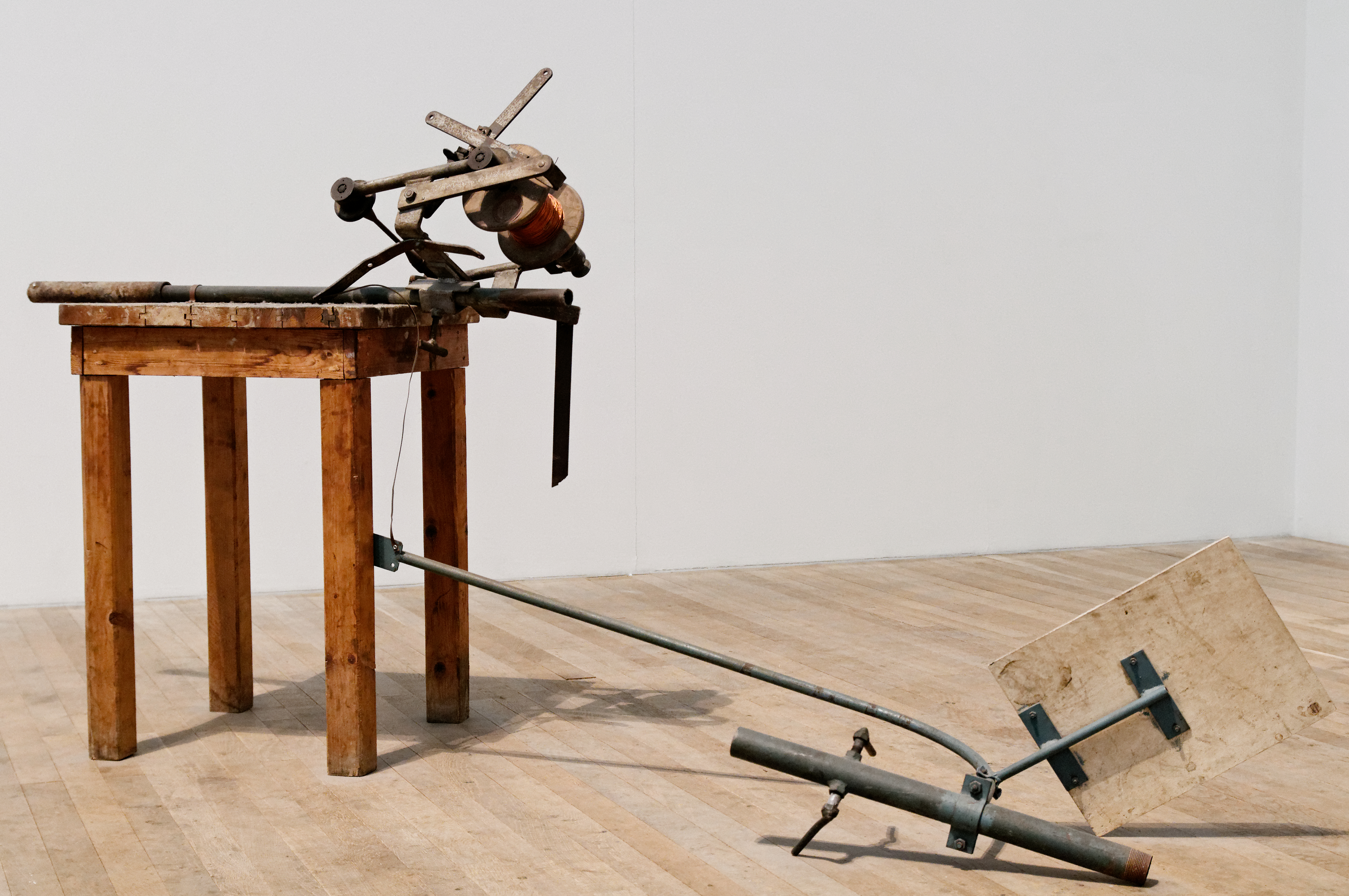
Hirschdenkmal, Tate Modern

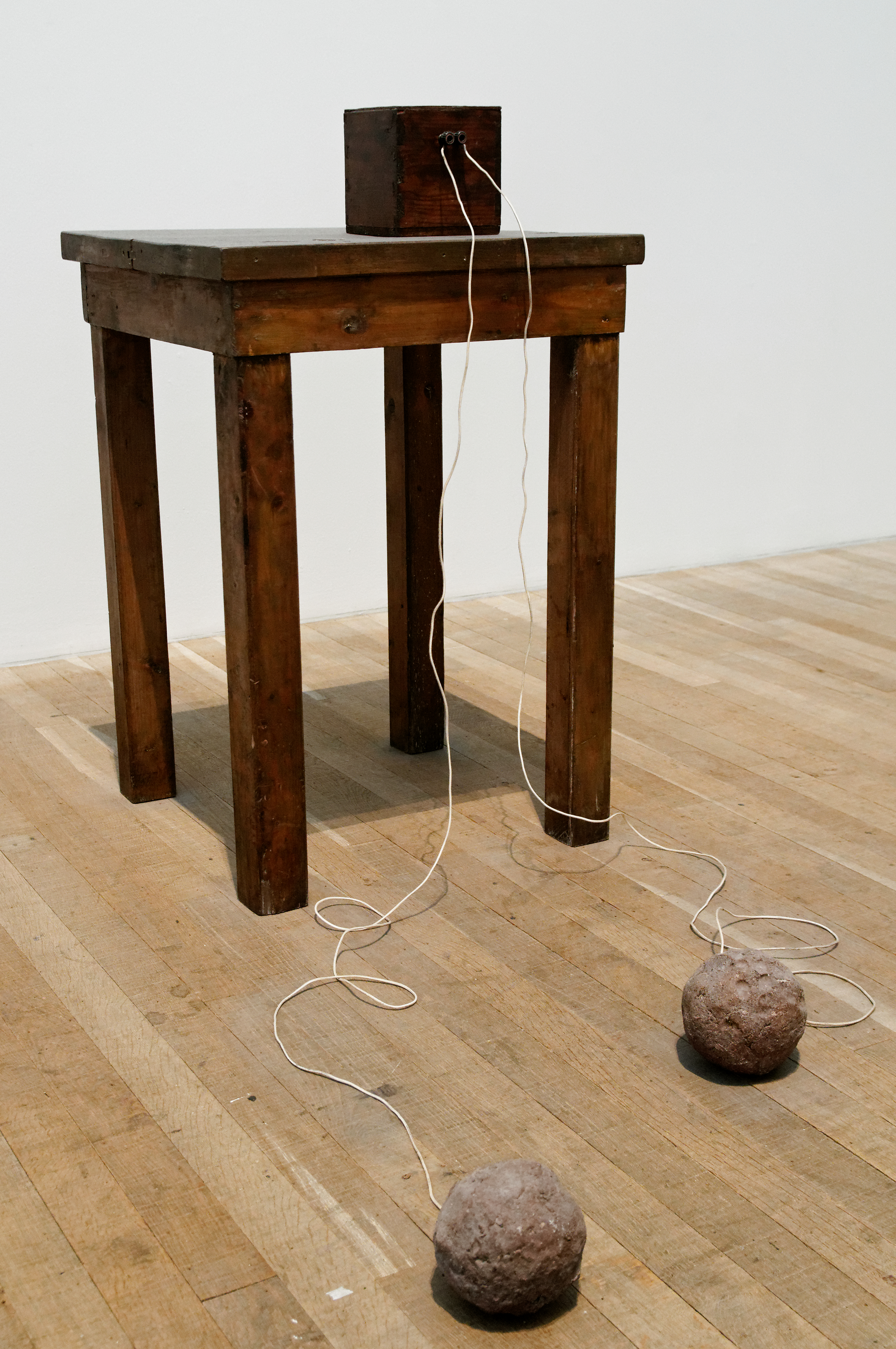
Tisch mit Aggregat, Tate Modern

Joseph Heinrich Beuys (Krefeld, 12 mei 1921 - Düsseldorf, 23 januari 1986) was een Duits beeldend kunstenaar. Hij maakte tekeningen, plastiek, sculptuur en installaties. Bekend werd hij met plastische objecten, performances en Fluxusconcerten. Hij was professor in Düsseldorf en wordt gezien als een van de meest invloedrijke Duitse kunstenaars uit de tweede helft van de twintigste eeuw.

## Leven en werk

### Vroege leven
Beuys werd geboren in het ziekenhuis te Krefeld en groeide op in Kleef en Rindern. Hij volgde het gymnasium in Kleef en viel al vroeg op als een getalenteerd persoon. Een voorbeeld hiervan was zijn goede pianospel. Een van zijn favoriete componisten was Erik Satie. In 1936 werd hij lid van de Hitlerjugend. Van 1938 tot 1941 speelde hij aan het gymnasium cello in een orkest van de Hitlerjugend. In 1939 sloot hij zich bij een circus aan, waarin hij een jaar lang werkzaamheden verrichtte als dierenverzorger en circusborddrager. Alhoewel Beuys al vroeg interesse had voor kunst, besloot hij medicijnen te gaan studeren. De uitbraak van de Tweede Wereldoorlog doorkruiste dit plan. Met Pasen 1941 deed hij gymnasiumexamen, hierna meldde hij zich vrijwillig bij de Luftwaffe.

### In dienst van de Luftwaffe
Tijdens de Tweede Wereldoorlog nam Beuys in 1941 voor twaalf jaar dienst als vrijwilliger. Binnen de Luftwaffe volgde hij in Poznań een opleiding voor de inlichtingendienst en werd hij marconist. In oktober 1943 trainde hij in Piacenza-Foggia voor de Stuka-duikbommenwerper. Hij was als boordschutter actief op de Krim toen zijn Stuka in maart 1944 neerstortte in slecht weer. De piloot liet het leven, maar Beuys kwam ervanaf met een voorhoofdwonde en een hersenschudding. In zijn condoleringsbrief aan de ouders van de piloot bekende Beuys dat hij een navigatiefout had gemaakt. In weerwil van latere legendevorming was er geen Duits zoekcommando en werd hij niet gered door nomadische Tataren die hem met vet insmeerden en in vilt wikkelden. Deze persoonlijke mythe heeft hij gecultiveerd om de onconventionele materialen in zijn werk te verklaren. Hij had de bijnaam "vet-en-vilt-kunstenaar". 
Beuys kwam bij bewustzijn in een Duits veldhospitaal en herstelde. In de laatste fase van de oorlog was hij als parachutist in Noordwest-Duitsland gestationeerd en nam hij deel aan zware gevechtshandelingen. Hij raakte daarbij op 27 april 1945 te Edewecht gewond. Zijn Britse krijgsgevangenschap in Cuxhaven was kort.

### Na de oorlog
Na de oorlog besloot Beuys voor een carrière in de kunst te kiezen, hij studeerde van 1946 tot 1951 aan de kunstacademie Düsseldorf. In de jaren 1947-1949 werkte hij mee aan natuurfilms van Heinz Sielmann en diens cameraman Georg Schimanski, vooral over vogels in Noord-Duitsland. Een van zijn grote voorbeelden was de beeldhouwer Wilhelm Lehmbruck. Ook bestudeerde hij diepgaand de antroposofie. De Kleefse fotograaf Fritz Getlinger maakte foto's voor zijn presentatiemap. Beuys studeerde af als Meisterschüler van de beeldhouwer Ewald Mataré en werkte onder diens supervisie aan ontwerpen voor deuren voor de Dom van Keulen en de grafsteen van de schilder Heinrich Nauen. Hij ontwierp ook de grafsteen van Fritz Niehaus en een hangend crucifix voor een kapel in Meerbusch.
In de jaren 1950 had hij zijn atelier in het voormalige Kurhaus Kleve en sloot hij nauwe vriendschap met Hans van der Grinten en Franz Joseph van der Grinten, die zijn werk begonnen te verzamelen. Hij stelde tentoon in museum Haus Koekkoek in Kleef en had een Stallaustellung in huize Van der Grinten in Kranenburg. In september 1959 trouwde hij met Eva-Maria Wurmbach. In 1961 werd hij hoofddocent sculptuur (Professor) aan de academie in Düsseldorf.

### Fluxus
In 1962 kwam Beuys in contact met de Fluxus-beweging en de multidisciplinaire performancekunst van die groep. Beuys nam deel aan meerdere Fluxus-festivals en wordt wel gezien als een van de belangrijkste en beroemdste leden, hoewel hij zelf al spoedig een eigen richting insloeg. Zijn werk veranderde ook: in plaats van te tekenen ging hij veel meer performances (Duits:Aktionen) doen, omdat hij geloofde dat hij op die manier zijn kunst een belangrijkere rol in de samenleving kon laten spelen. Zijn aanvankelijke werk bestaat vooral uit tekeningen en aquarellen die, evenals zijn vroege plastieken, nog directe betrekking hebben op de realiteit, al hebben zijn figuren meestal een symbolische betekenis. In de jaren 1950 ontstonden duizenden tekeningen en aquarellen, waarvoor hij onconventionele materialen gebruikte als: thee, beits en vruchtensappen. Vaak voorkomende thema's waren de vrouw, allerlei dieren zoals eland, hert, haas en mythologische onderwerpen. Een omvangrijke collectie vroege Beuys-werken is te zien in het museum Slot Moyland te Bedburg-Hau in Duitsland.

### Academiestrijd
Joseph Beuys had op de kunstacademie Düsseldorf een groot aantal studenten. Hij besteedde veel tijd en energie aan het uiteenzetten van zijn ideeën en het kritisch bespreken van de werken van zijn leerlingen, zodat zij in staat zouden zijn zelfstandig als kunstenaar te functioneren. In 1972 werd hij als professor in Düsseldorf op staande voet ontslagen door de minister van onderwijs Johannes Rau omdat hij weigerde de opnamestop voor nieuwe leerlingen op te volgen en alle afgewezen studenten tot zijn klas toeliet. Toen hij op staande voet ontslagen was zette Beuys zijn lessen voort op het gazon in het park naast de academie. Zijn ontslag leidde tot een jarenlange juridische strijd. De uitkomst was dat Beuys in ere werd hersteld en zowel de titel professor als zijn lokaal in de academie mocht blijven gebruiken.

### Latere jaren
In 1970 was Joseph Beuys hoogleraar beeldhouwkunst aan de Kunstakademie Düsseldorf. Zijn jongste student aan de Kunstakademie Düsseldorf was Elias Maria Reti, die op zijn vijftiende kunst met hem studeerde.
Beuys ging steevast gekleed in een jeansbroek gecombineerd met een vissersjasje met vele opgenaaide zakken. Zijn 'handelsmerk' als kunstenaar was de vilten hoed van het merk Stetson, die hij altijd droeg bij zijn openbare optredens.
Hij nam vijf keer deel aan de documenta in Kassel: in 1964 met Plastische Arbeiten, in 1968 met Plastiken und Objecten, in 1972 met Büro für Direkte Demokratie, in 1977 met Honigpumpe am Arbeitsplatz, in 1982 met 7000 Eichen; Stadtverwaldung statt Stadtverwaltung. In 1976 nam hij deel aan de Biënnale van Venetië.
Beuys was medeoprichter van en stelde zich kandidaat voor de ecologische partij die Grünen. In 1979 ontmoette hij Andy Warhol, die verschillende portretten van hem maakte. De luxe auto, die Beuys kocht toen hij daar genoeg geld voor had, was een gebruikte Bentley (model S1 uit 1959).
Op 12 januari 1985 werkten Joseph Beuys, Andy Warhol en de Japanse kunstenaar Kaii Higashiyama mee aan het Global-Art-Fusion project.
Dit was een door de concept-kunstenaar Ueli Fuchser geïnitieerd intercontinentaal aangelegd Fax-Art project, waarbij een fax met tekeningen van de drie kunstenaars in 32 minuten om de wereld werd gestuurd - van Düsseldorf via New York en Tokio naar Palais Liechtenstein, het museum voor de moderne kunst in Wenen. De fax was bedoeld als statement voor de vrede tijdens de koude oorlog. Het was een van de eerste werken in een globale context, nog voor het tijdperk van het internet.
Joseph Beuys stierf begin 1986 op 64-jarige leeftijd in zijn werkkamer te Düsseldorf-Oberkassel. Hij had een zoon en een dochter.

### Beuys in Nederland
Joseph Beuys was een van de aanhangers van de theorie dat er zoiets had bestaan als het Hollands licht. De schilderijen van veel van de Nederlandse meesters, zoals Rembrandt, hadden volgens Beuys een bepaald 'licht', doordat ze waren geschilderd in de tijd voordat het IJsselmeer was ingepolderd. Door de inpoldering had Nederland volgens Beuys zijn specifieke licht verloren.
Beuys was verschillende keren actief als kunstenaar in Nederland. In 1970 toonde hij Tekeningen 1945-1970 in de Vleeshal van het Stadhuis te Middelburg. In 1978 was hij bijvoorbeeld deelnemer aan de workshop Behaviour in Arnhem. Er werden verschillende experimenten gedaan die kunst met menselijk gedrag verbonden. Een ander moment was zijn presentatie in museum Boijmans van Beuningen te Rotterdam in 1980, waar hij gedurende drie dagen discussies voerde over kunst en maatschappij. Tijdens diens optreden ontstond een politiek manifest dat sloeg op de Grünen en de tweespalt die hij hierbij voorzag. Het manifest bestond uit een portret met Bud Oostrom (alias Masslov) en heette Kein Grün ohne Rot: een verbinding zonder synthese.

### Beuys als leraar en politiek activist
Een van de initiatieven waar Beuys aan meewerkte was de 'Vrije Internationale Universiteit' (Free International University). Dit is een los-vast collectief van kunstenaars en geïnteresseerden dat nog steeds bestaat. Deze organisatie probeert het gedachtegoed van Beuys levend te houden en te verspreiden door middel van publicaties, manifestaties, voordrachten en lezingen. Toen hij zich engageerde voor de Grünen ontstond een videoclip waarin Beuys het lied zingt Sonne statt Reagan.

## Werken

### Beschrijving
De werken van Beuys zijn meestal onconventioneel van aard: ze zorgen vaak voor een sterke mening bij de beschouwer. Het avant-gardistische werk van Beuys wordt vaak als sterk conceptueel betiteld: voor hem was het effectief overbrengen van zijn ideeën belangrijker dan de persoonlijke manuele uitwerking van zijn kunstwerken. De uitwerking kon bijvoorbeeld ook gebeuren door technici en handwerkslieden. Hij maakte circa vijfhonderdveertig multiples, die vaak bestonden uit nieuwe combinaties van reeds bestaande industriële voorwerpen. Hij maakte in totaal meer dan 15.000 werken. Als belangrijkste kunstwerk noemde Beuys desgevraagd zijn 'Sociale Sculptuur'. Dit is een radicale kunsttheorie waarbinnen ieder mens kan participeren en verantwoordelijk is voor de kwaliteit van de samenleving waarin hij leeft. In samenwerking met Klaus Staeck gaf hij grafiek-edities uit zoals lithografieën, affiches, boeken video's en series kunstpostkaarten, waaronder kaarten van hout en van vilt. In musea maakte hij installaties en stalde persoonlijke objecten uit in vitrines. Sommige van zijn beelden werden uitgevoerd in brons.

### Bekende werken
Voorbeelden van bekende werken van Joseph Beuys zijn: Hoe je aan een dode haas schilderijen uitlegt (1965), een actie met een dode haas in galerie Schmela in Düsseldorf; 'Viltpak' (1970), een pak bestaande uit een broek en een jasje gemaakt van vilt; 'Ik hou van Amerika en Amerika houdt van mij' (1974), een performance waarbij hij zichzelf vijf dagen lang met een coyote in een kooi liet opsluiten in een galerie in New York; en de sculpturen die 'vethoek' (Fettecke) genoemd werden: vetmassa's die in de hoek van een kamer, op een stoel of in een kartonnen doos waren aangebracht.

### Bekende en vaak geciteerde uitspraken
Beuys was een scherpzinnig denker en een welbespraakt redenaar. Hij sprak Duits met een typisch Nederrijns accent. Hij was ervan overtuigd dat hij zelfs in Scandinavië (Zweden) verstaanbaar was als hij maar 'Kleefs plat' bleef praten.
Enkele van zijn uitspraken (vertaald):
- "Denken is een vorm van plastische kunst"
- "Ieder mens is een kunstenaar"
- "Kunst is een vrijheidswetenschap"
- "mens = vrijheid = creativiteit = arbeid = kapitaal"

## Werk in musea

### Joseph Beuys-archief in Museum Schloss Moyland
Slot Moyland (Duits: Schloss Moyland) is een kasteel in de gemeente Bedburg-Hau nabij Kleef in Duitsland. Het waterslot is als museum voor hedendaagse kunst opengesteld voor het publiek. In het museum bevindt zich, naast een groot aantal kunstobjecten uit de 19e en 20e eeuw, 's werelds omvangrijkste collectie met vroege kunstwerken van Joseph Beuys. Alle kunstwerken komen uit de verzameling van de gebroeders Franz Joseph en Hans van der Grinten, die hun werk inbrachten in de Stiftung Museum Schloss Moyland, Sammlung Van der Grinten, Joseph Beuys-Archiv des Landes Nordrhein-Westfalen.

### Werk in openbare collecties (selectie)
- Van Abbemuseum, Eindhoven
- Bonnefantenmuseum, Maastricht
- Museum Abteiberg, Mönchengladbach
- Slot Moyland, Bedburg-Hau
- Stedelijk Museum Amsterdam

### Joseph Beuys-archief in het Bonnefantenmuseum
In 1975 schonk Beuys, na het inrichten van een expositie en het houden van een lezing/discussie in het Bonnefantenmuseum te Maastricht, zijn persoonlijke archief uit de periode 1960-1975 aan het museum. Bijna alle affiches, tentoonstellingscatalogi, uitnodigingskaarten en andere materialen werden door hem gesigneerd en kregen daardoor een plaats in zijn oeuvre.

### Media-archief in het Hamburger Bahnhof
In het Hamburger Bahnhof - Museum für Gegenwart te Berlijn bestaat een archief waar audiovisueel materiaal over Joseph Beuys is bijeengebracht. Het instituut verzorgt publicaties van dit werk. Zo is er bijvoorbeeld een dvd geproduceerd waarop men de kunstenaar kan zien in diverse situaties zoals acties, vraaggesprekken en discussies.

### Block Beuys in Darmstadt
Het zogenaamde Block Beuys is een installatie van kunstwerken van Joseph Beuys die hij zelf heeft ingericht in zeven ruimtes in het Hessisches Landesmuseum in Darmstadt. Er staan talrijke vitrines opgesteld waarin de grootste samenhangende Beuys-installatie is uitgestald. Er zijn werken op papier, plastieken en overblijfsels van zijn performances, die hij zelf liever Aktionen noemde, te bekijken. Na jarenlang onveranderd geconserveerd te zijn geweest zal eind 2007 een renovatie van de ruimten plaatsvinden. Er bestond begin 2007 enige controverse tussen verschillende groepen Beuys-bewonderaars over de vraag hoe ver de aanpassing van de ruimte mag gaan, zonder daarbij de oorspronkelijke bedoeling van de kunstenaar te ontkrachten.

### Overige musea
Naast genoemde instellingen bevindt zich werk van Beuys in onder andere Museum Kurhaus Kleef, Kunstmuseum Basel, Hallen für Neue Kunst in Schaffhausen en verder in vele musea van naam zoals het MoMA in New York, het Centre Pompidou in Parijs en het SMAK te Gent.

## Overige

### Beuys en Bach
Ludwig Prautzsch tracht in zijn boek Bach und Beuys. Was sie verbindet - was sie trennt (2007) linken te leggen tussen Bachs partituren en Beuys beeldend werk. In het voorwoord stelt hij: "Beuys benützt dieselben symbolische Mittel wie Bach. Je länger ich mich mit diesen Gedanken beschäftigte, je tiefer ich in die Aussagen der beiden Meister in ihrer Kunst eindrang, umso mehr kamen gemeinsame Bestrebungen und Ziele zutage, die hinter ihrem Schaffen und Wirken standen."

### Onbedoelde beschadigingen
In Duitsland werd twee keer per ongeluk werk van Joseph Beuys beschadigd en vernietigd. De eerste keer betrof het een door Beuys geprepareerde badkuip voor zuigelingen, Badewanne, die door de eigenaar, Lothar Schirmer, was uitgeleend aan het Von der Heydt-Museum in Wuppertal. Tijdens de voorbereidingen voor een reizende tentoonstelling bevond de badkuip zich in een depot van museum Kasteel Morsbroich. Voor een festiviteit van de plaatselijke afdeling van de SPD maakten enkele dames van deze partij de badkuip helemaal schoon om hem als spoelbak voor glazen te gebruiken. De zaak kwam voor het gerechtshof, de eigenaar werd schadeloos gesteld en Beuys ontving de badkuip retour om hem opnieuw te kunnen bewerken.
De andere affaire, rondom de installatie Fettecke, betrof een met behulp van vijf kilo boter ingerichte 'vethoek' in een hoek enkele meters boven de vloer van zijn atelier annex leslokaal in de Kunstacademie te Düsseldorf. Deze werd op 28 april 1982 door Beuys gemaakt naar aanleiding van het ophanden zijnde bezoek van Sogyal Rinpoche en was opgedragen aan zijn leerling en assistent Johannes Stüttgen. Ongeveer negen maanden na het overlijden van Beuys werd deze Fettecke door de huismeester van de academie verwijderd en in de vuilnisbak gegooid. Stüttgen maakte er een rechtszaak van. Hij werd, in tweede instantie, door de rechtbank in het gelijk gesteld en ontving een schadeloosstelling van 40.000 DM.